# Albert MacQuarrie
Albert MacQuarrie (São Francisco, 8 de janeiro de 1882 – Califórnia, 17 de fevereiro de 1950) foi um ator norte-americano da era do cinema mudo. Ele estrelou ao lado de William Garwood em filmes como Lord John in New York e The Grey Sisterhood, e também estrelou regularmente com Douglas Fairbanks.